# Гајнхофен
Гајнхофен (њем. Gaienhofen) општина је у њемачкој савезној држави Баден-Виртемберг. Једно је од 25 општинских средишта округа Констанц. Према процјени из 2010. у општини је живјело 3.230 становника. Посједује регионалну шифру (AGS) 8335025.

## Географски и демографски подаци
Гајнхофен се налази у савезној држави Баден-Виртемберг у округу Констанц. Општина се налази на надморској висини од 425 метара. Површина општине износи 12,6 km². У самом мјесту је, према процјени из 2010. године, живјело 3.230 становника. Просјечна густина становништва износи 257 становника/km².